# باشگاه فوتبال اش یوناتید
باشگاه فوتبال اش یوناتید (به انگلیسی: Ash United Football Club) یک باشگاه فوتبال در شهر اش، ساری، کشور انگلستان است که در سال ۱۹۱۱ میلادی تأسیس شده‌است.